# Antonio Franco (arcivescovo)
Antonio Franco (Puglianello, 24 marzo 1937) è un arcivescovo cattolico italiano.

## Biografia
Viene ordinato sacerdote il 10 luglio 1960 ed inizia il suo ministero presso la diocesi di Cerreto Sannita-Telese-Sant'Agata de' Goti.

### Ministero episcopale
Il 28 marzo 1992 viene eletto arcivescovo titolare di Gallese e nominato nunzio apostolico in Ucraina.
Riceve l'ordinazione episcopale il 26 aprile 1992 da papa Giovanni Paolo II (co-consacranti: cardinale Franciszek Macharski, cardinale Angelo Sodano).
Dal 14 agosto 1993 al 7 ottobre 1997 ebbe un'esperienza pastorale a capo della nuova amministrazione apostolica di Transcarpazia (oggi diocesi di Mukačevo).
Il 6 aprile 1999 viene nominato nunzio apostolico nelle Filippine.
Il 21 gennaio 2006 viene nominato nunzio apostolico per Israele e Cipro e delegato apostolico per Gerusalemme e la Palestina.
Il 16 agosto 2012 termina la sua missione come nunzio e delegato apostolico.
Il 22 febbraio 2013 viene nominato Assessore dell'Ordine equestre del Santo Sepolcro di Gerusalemme, incarico che mantiene fino al 2017.

## Genealogia episcopale e successione apostolica
La genealogia episcopale è:
- Cardinale Scipione Rebiba
- Cardinale Giulio Antonio Santori
- Cardinale Girolamo Bernerio, O.P.
- Arcivescovo Galeazzo Sanvitale
- Cardinale Ludovico Ludovisi
- Cardinale Luigi Caetani
- Cardinale Ulderico Carpegna
- Cardinale Paluzzo Paluzzi Altieri degli Albertoni
- Papa Benedetto XIII
- Papa Benedetto XIV
- Papa Clemente XIII
- Cardinale Enrico Benedetto Stuart
- Papa Leone XII
- Cardinale Chiarissimo Falconieri Mellini
- Cardinale Camillo Di Pietro
- Cardinale Mieczysław Halka Ledóchowski
- Cardinale Jan Maurycy Paweł Puzyna de Kosielsko
- Arcivescovo Józef Bilczewski
- Arcivescovo Bolesław Twardowski
- Arcivescovo Eugeniusz Baziak
- Papa Giovanni Paolo II
- Arcivescovo Antonio Franco

La successione apostolica è:
- Vescovo Stanisław Padewski, O.F.M.Cap. (1995)
- Vescovo José Francisco Oliveros (2000)
- Vescovo Guillermo Dela Vega Afable (2001)
- Vescovo Sofronio Aguirre Bancud, S.S.S. (2001)
- Cardinale Jose Fuerte Advincula (2001)
- Vescovo Edwin de la Peña y Angot, M.S.P. (2001)
- Vescovo Antonio Pepito Palang, S.V.D. (2002)
- Vescovo Buenaventura Malayo Famadico (2002)
- Vescovo Edgardo Sarabia Juanich (2002)
- Vescovo Prudencio Padilla Andaya, C.I.C.M. (2003)
- Vescovo Jose Romeo Orquejo Lazo (2003)
- Vescovo Cornelio Galleo Wigwigan (2004)
- Vescovo Emmanuel Celeste Trance (2004)
- Arcivescovo Florentino Galang Lavarias (2004)
- Vescovo Bernardino Cruz Cortez (2004)
- Vescovo Reynaldo Gonda Evangelista (2005)
- Vescovo José Rojas Rojas (2005)
- Vescovo Jacinto Agcaoili Jose (2005)
- Vescovo Renato Pine Mayugba (2005)